# 蒂耶维尔
蒂耶维尔（法語：Thierville，法語發音：[tjɛʁvil]）是法国厄尔省的一个市镇，属于贝尔奈区。

## 地理
蒂耶维尔（49°16'1"N, 0°43'11"E）面积3.6 平方千米，位于法国诺曼底大区厄尔省，该省份为法国北部内陆省份，北起滨海塞纳省，西接奧恩省和卡爾瓦多斯省，南至厄尔-卢瓦省，东临瓦兹省、瓦兹河谷省和伊夫林省。
与蒂耶维尔接壤的市镇（或旧市镇、城区）包括：埃卡克隆、博讷维尔-阿普托、马勒维尔叙勒贝克、蓬托图、里勒河畔格洛。

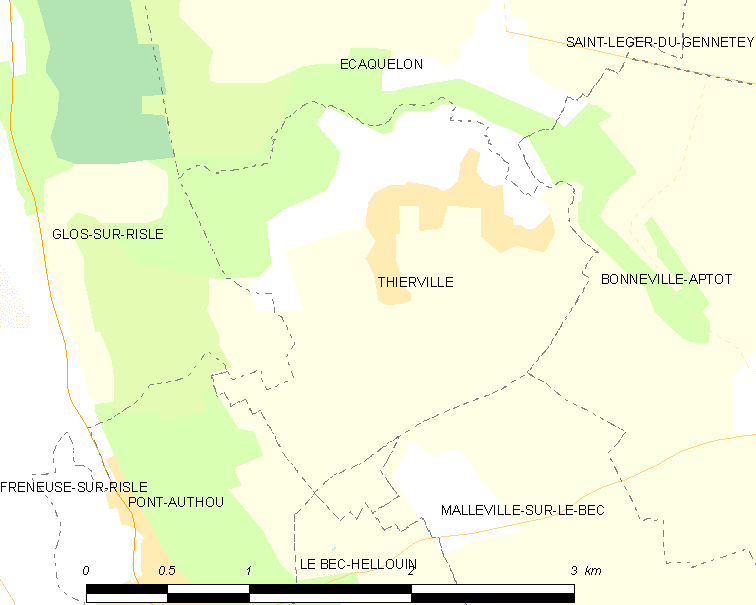
蒂耶维尔的OSM定位图

蒂耶维尔的时区为UTC+01:00、UTC+02:00（夏令时）。

## 行政
蒂耶维尔的邮政编码为27290，INSEE市镇编码为27631。

## 政治
蒂耶维尔所属的省级选区为蓬托德梅尔县。

## 人口

1962-2008年间蒂耶维尔人口变化图示

蒂耶维尔于2022年1月1日时的人口数量为368人。